# 브램 코언
브램 코언(Bram Cohen, 1975년~)은 미국 출신의 컴퓨터 프로그래머이다. P2P 프로토콜인 비트토렌트 및 그것을 이용하는 파일 공유 프로그램을 개발한 인물로 유명하다. 그는 코드콘의 공동 창립자이기도 하며, 샌프란시스코 베이 에이리어 P2P 해커스 미팅의 조직위원장이자, 코드빌의 공동 개발자이다.

## 성장 과정 및 경력
코언은 미국 뉴욕주 뉴욕 시 맨해튼 어퍼 웨스트 사이드에서 자랐다. 그의 가족 소유의 타이멕스 싱클레어 컴퓨터를 가지고 놀면서, 다섯 살 때 베이직을 깨쳤다. 뉴욕 시의 스타이브샌트 고등학교(Stuyvesant High School)에 다니면서 미국 수학 올림피아드(USAMO)의 자격 시험 격인 미국 초청 수학 경시(American Invitational Mathematics Examination)를 통과한 바 있다. 그는 스투이브샌트 고등학교를 1993년에 졸업하였다. 뉴욕주립대학교, 유니버시티 앳 버팔로에 다녔다. 그는 학교를 중퇴하고는, 1990년대 중후반까지 여러 닷컴 기업에 취직하여 일했다.

## 모조네이션과 비트토렌트
마지막으로 다닌 회사는 모조네이션(MojoNation)이었는데, 짐 맥코이(Jim McCoy)와 함께한 이 프로젝트는 야심찼지으나 실패했던(불운한) 프로젝트였다.
모조네이션(MojoNation)은 사람들로 하여금 자기 소유의 암호화된 파일을 암호화된 조각(chunk)로 나누어, 모조네이션을 사용하는 다른 사용자와 공유하는 소프트웨어였다. 이 파일의 복사본을 다운로드하고 싶다면, 동시에 수많은 컴퓨터에서 다운로드하면 되었다. 코언이 생각하기에 이 개념은 파일 공유 프로그램으로서 완벽한 것이었다. 왜냐하면 케이자(KaZaA) 같은 프로그램은 (보통 하나의 피어로부터만 파일을 받기 때문에) 큰 파일을 받기 위해 오랜 시간이 걸렸기 때문이다. 코언은 수많은 소스로부터 파일을 다운로드받을 수 있게 하여 다운로드 속도를 높일 수 있도록 비트토렌트를 설계하였다. 특히 다운로드 속도가 업로드 속도보다 빠른 사용자를 위해서였다. 파일이 인기가 많으면 많을수록, 사용자는 더 빨리 다운로드를 받을 수 있게 되었는데, 더 많은 사람들이 모두 동시에 그 파일을 다운로드하면서, 이들 사람들이 다른 사용자들에게 업로딩을 해 주기 때문었다.

## 최근 경력
2001년 4월, 코언은 모조네이션을 나와, 비트토렌트 개발 작업에 착수한다. 코드콘 콘퍼런스에서, 비트토렌트에 대한 기발한 아이디어를 처음 제시했다.
코언은 최초의 비트토렌트 클라이언트 구현을 파이썬으로 했다. 이후로 수많은 비트토렌트 클라이언트들이 출현하였다.
2002년 여름, 코언은 베타 테스터들로 하여금 이 프로그램을 많이 쓰도록 유인하기 위해 무료의 포르노그래피를 모아두었다. 비트토렌트는 매우 빠른 속도로 음악 및 영화 파일을 온라인상에서 공유할 수 있었기 때문에 인기가 높아져 갔다. 코언은 그의 소프트웨어를 사용하면서 저작권법을 하나도 위반하지 않았다고 주장하였으며, 전미영화협회(MPAA)가 그가 만약 저작권법을 위반했다면 그를 당장 법률 위반 대표 사례로 만들었을 것이라고 언급하였다. 하지만 그는, 디지털 권리 관리와 같은 기술이나 RIAA나 전미영화협회의 법률 규제에도 불구하고, 현재의 미디어 비즈니스가 구식 비즈니스가 되었으며 파멸의 길로 치닫고 있다고 까놓고 말하기도 하였다.
2003년 후반엔 밸브 소프트웨어에서 스팀 시스템 개발에 참여하였다. 2004년, 그는 밸브 소프트웨어를 나와 비트토렌트, Inc.라는 회사를 차린다. 그의 형제 로스 코언(Ross Cohen)과 동업자 어스윈 네빈과 함께 창업하였다.
2005년 5월, 코언은 비트토렌트의 무트랙커(trackerless) 베타 버전을 발표하였다.
2009년 자신의 트위터에 지연시간(latency)이 5초 미만인 비트토렌트를 기반으로 한 실시간 동영상 스트리밍 기술을 개발하고 있다는 사실을 암시하는 간접적인 메시지를 올렸다. 이후 외국의 블로거들은 코언을 인터뷰 하기에 이르렀고, 한 인터뷰에서 그는 실제로 신기술을 구상하고 있다고 확인했다.

## 기타
코언의 취미는 종이접기, (공 다섯 개까지) 저글링하기이다. 대표 취미는 레크레이션 수학이다. 코언은 또한 자신의 블로그를 쓰고 있는데, 트러스트 메트릭이라든지 라프 라비엔, 머니 시스템, 게임즈 오브 스킬 및 기타 수학 관련 글을 쓰고 있다. 코언 매직 폴리헤드라의 애호가이기도 하다.
코언은 그가 아스퍼거 증후군을 갖고 있다고 언급하였다. 자가 진단 결과로서 말이다.